# Afrika építészete

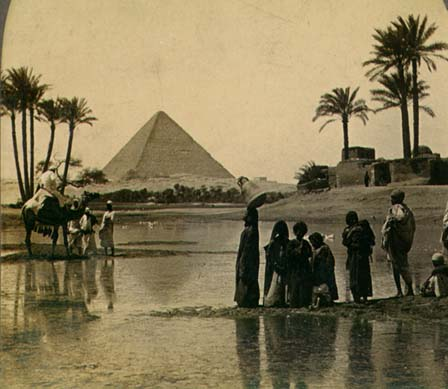
A gizai piramis

Afrikai építészete, az afrikai kultúra más területeihez hasonlóan sokszínű. Az ókori világ hét csodájából például a Gízai piramisok minden idők egyik legnagyobb építészeti élményének számítanak. 
Afrika történelme során az afrikaiak saját építészeti hagyományokkal rendelkeztek. Bizonyos esetekben szélesebb stílusok azonosíthatók, például a Nyugat-Afrika területének saheliai építészete. A hagyományos afrikai építészet egyik gyakori formája például a falvakban körkörösen elrendezett házak.
A legtöbb építészeti hagyományhoz hasonlóan, az afrikai építészet számos külső hatásnak volt kitéve a legkorábbi időszakokban, amelyekre bizonyítékok állnak rendelkezésre. A nyugati építészet a 15. század végén is befolyásolta a part menti területeket, és ma már számos nagyobb épület fontos forrása, különösen a nagyobb városokban.
A hagyományos építészet sokféle anyagot használ, előnyben részesítve a régiónként eltérő anyagokat: Észak-Afrikára főleg a kő és a döngölt föld használata, Afrika szarvára a száraz kő és a habarcs, Nyugat-Afrikára a sár (vályog), Közép-Afrikára a nád és a fa, Délkelet és Dél-Afrikára a kő és a fa használata a jellemző.

## Története

### Ókor

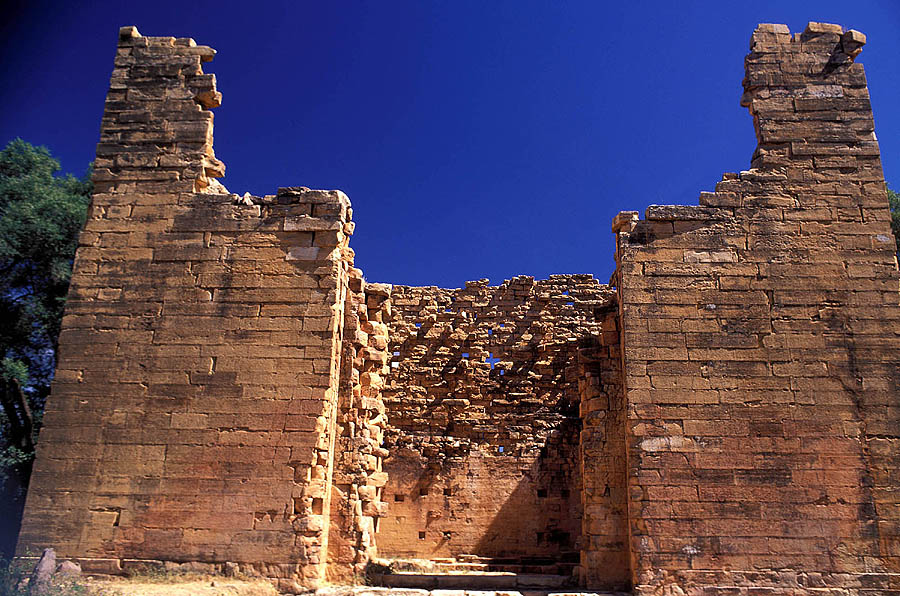
Yeha, Etiópia

Az ókorból főleg a Szaharától északra és a Nílus partján találhatunk emlékeket, hiszen itt voltak a nagy civilizációk.
A Kusita Királyság fővárosai, Meroé és Napata szintén jelentős értéket hordoznak.
Délebbre a legfontosabb az Etióp-magasföldön található Yeha többemeletes tornya.
Monolitok találhatók a mai Nigéria területén, Cross River államban, amelyek geometriai formákat adnak.
A mai Gambia és Szenegál területén kőkörök jelölik a sírokat.

#### Ókori Egyiptom
Az ókori Egyiptom legnagyobb építészeti teljesítményei közé tartoznak a piramisok és a templomok.
Lásd még
Gízai piramisok
Dzsószer fáraó piramisa Szakkarában
Luxori templom
Ramesszeum

#### Észak-Afrika a római korban
Észak-Afrika számos helyén megcsodálhatjuk a rómaiak városainak romjait.

### Középkor
Fekete-Afrika területén a közösségi épületek fő alapanyagai a fa, a vályog és a rafia voltak, az épületeket gyakran szobrokkal díszítették. A nagy méretű fatemplomok egyik példája a 14. században épült, kúpos tornyú timbuktui mecset. Egyes államokban kőből és agyagból emeltek időtálló építményeket. A sona nép által épített Nagy Zimbabwéban monumentális kőépületeket találunk, melyek a 14-19. század között épültek. A masszív, kör alaprajzú, 9 méter magas fal egy kúpos tornyot vesz körül.

### Modern építészet

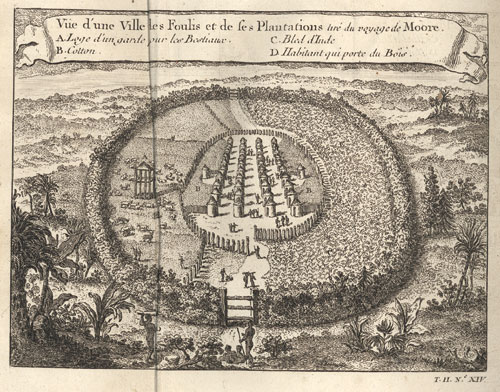
Afrikai falu a 18. században

## Népi építészet

### Fekete-Afrika
A népi építészet Fekete-Afrikában igen sokszínű. Ennek fő oka, hogy sokféle természeti környezethez kellett alkalmazkodniuk az építőknek, felhasználva  a fellelhető alapanyagokat. Ráadásul Fekete-Afrikát több mint 1500 nép lakja, sokféle kultúrával, világképpel.

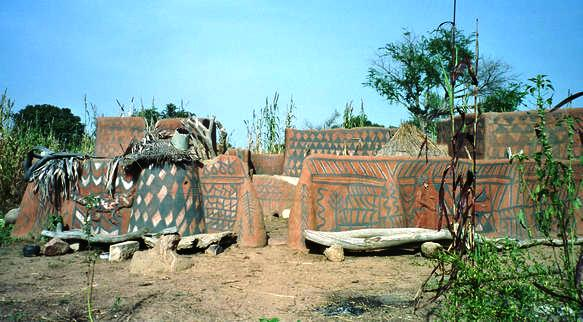
Ritka eset: díszített házak Bolgatangában

Az építészet a lakhatási, védelmi funkción kívül egyfajta hagyományőrző szerepet is játszott a fekete-afrikai népek életében. Ennek köszönhető, hogy ma is ugyanolyan házakban élnek, mint sok száz évvel ezelőtti őseik. A kialakult, kipróbált és jól bevált technikákon igen ritkán változtatnak.
Jellemzően a célszerűséget tartották szem előtt, ritka a fölösleges díszítés. A személyes gazdaságot sem a lakhelyük mutatta, hanem az ékszereik, ruhájuk vagy az állataik száma. Ezáltal az afrikai falvak majdnem ugyanolyan kinézetű és nagyságú épületekből álltak. Kivételt jelenthetnek a kultikus helyek, raktárak, közösségi épületek.
Egy-egy lakóház nagyon hasonló, egymás mellé épült, körbekerített épületek együttesét jelentette. Vagyis felfoghatunk minden szobát egy külön épületnek, szemben az európai világban elterjedt szemlélettel, ahol egyetlen tető alatt találhatóak a ház összes alkotórésze.

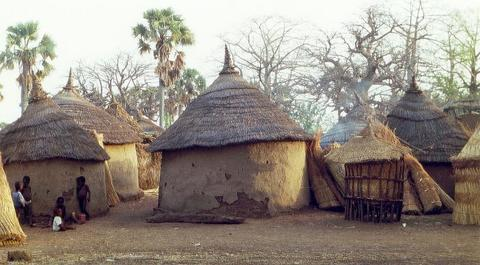
Falu Burkina Fasóban

Jellegzetes különbség, hogy a nyugati világban az emberek az utókor számára is építkeznek, átörökíti a következő nemzedékeknek. A fekete-afrikai népeknél túl gyorsan változtak mind a belső, mind a külső körülmények, hogy ilyen állandóságra gondolhattak volna.

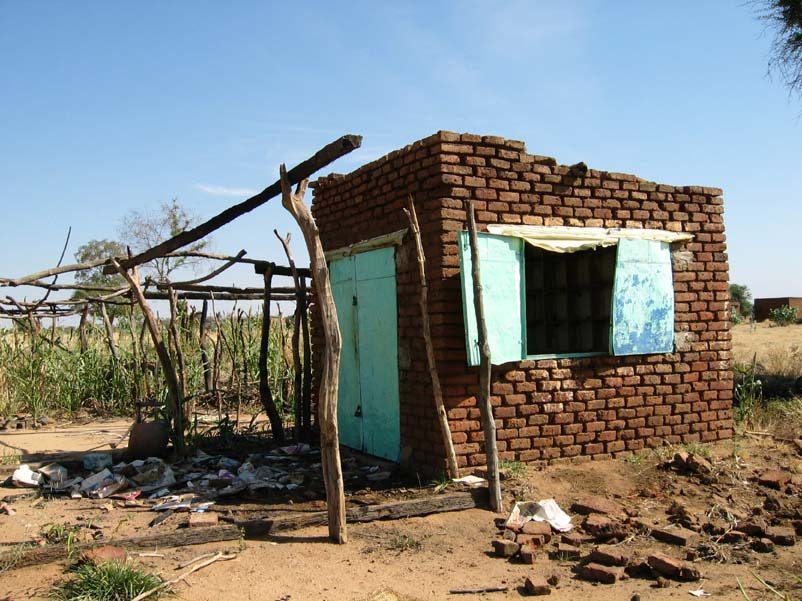
Modern építőanyagokból épült épület Darfurban

Épp ezért nem is volt szükség szilárd, nehéz épületekre. Előtérbe került a növényi alapanyagokból való építkezés, ami a meleg klímához is megfelelő alkalmazkodást nyújtott. Az emberek Fekete-Afrika egész területén fonott vesszőkből, vályogból és szalmából készítették lakóházaikat.
Ma már megjelentek a modern építőanyagok, felváltva a sok ezer éve változatlan, hagyományos társaikat. Érdekesség, hogy a fejlettebb nyugat-afrikai területeken még jóval nagyobb arányban megtaláljuk a régi idők építőelemeit, mint Kelet-Afrikában, ahol szinte egyeduralkodóvá vált a bádog, a műanyag és a beton.
A nyugati világ az utóbbi években kezdett el élénkebben érdeklődni e művészeti alkotások felé, talán még épp időben, hogy megmentse őket az eltűnéstől.